# Юдинский сельсовет (Красноярский край)
Юдинский сельсовет - сельское поселение в Ирбейском районе Красноярского края.
Административный центр - село Юдино.

## Население
| 2010 | 2012  | 2013  | 2014  | 2015  | 2016  | 2017  |
| ---- | ----- | ----- | ----- | ----- | ----- | ----- |
| 1093 | ↘1091 | ↘1072 | ↘1058 | ↗1084 | ↗1093 | ↗1105 |

## Состав сельского поселения
В состав сельского поселения входят 2 населённых пункта:
| № | Населённый пункт | Тип населённого пункта       | Население |
| - | ---------------- | ---------------------------- | --------- |
| 1 | Нагорная         | деревня                      | 271       |
| 2 | Юдино            | село, административный центр | 822       |

## Местное самоуправление
Юдинский сельский Совет депутатов
Дата избрания: 14.03.2010. Срок полномочий: 5 лет. Количество депутатов: 10
Глава муниципального образования
- Кованенко Василий Иванович. Дата избрания: 14.03.2010. Срок полномочий: 5 лет